# Peter-Erich Cremer
Peter-Erich Cremer (ur. 25 marca 1911 w Metzu, zm. 5 lipca 1992 w Hamburgu) – niemiecki oficer marynarki, jeden z asów wojny podwodnej Kriegsmarine podczas II wojny światowej, dowódca między innymi U-333, na którym odbył dziewięć patroli bojowych, zatapiając sześć statków alianckich.

## Życiorys
Peter-Erich Cremer wstąpił do Reichsmarine w 1934 roku, dwa lata później zyskując promocję do stopnia podporucznika (Leutnant zur See). Służył kolejno na krążowniku „Köln” i pancerniku kieszonkowym „Deutschland”, po czym został przeniesiony do artylerii nadbrzeżnej. Na początku II wojny światowej był oficerem wachtowym na niszczycielu „Theodor Riedel”. W lutym 1940 roku został awansowany do stopnia kapitana (Kapitänleutnant) i dekorowany Krzyżem Żelaznym. Kilka miesięcy później przeniesiono go do Szkoły Broni Podwodnej, zaś po jej ukończeniu otrzymał pierwsze dowództwo: na U-152.
W sierpniu 1941 roku otrzymał nowo zbudowany U-333, typu VIIC. Na swym pierwszym patrolu bojowym zatopił trzy statki handlowe, jednym z nich okazał się niemiecki łamacz blokady „Spreewald”. Został za to postawiony przed sądem, który jednak wziął pod uwagę specyfikę warunków wojennych i uniewinnił Cremera. Na kolejnym patrolu zatopił trzy kolejne statki, tym razem już bez wyjątku alianckie, co przyniosło mu odznaczenie Krzyżem Rycerskim. Podczas trzeciego patrolu U-333 został zaatakowany i staranowany przez brytyjską korwetę „Crocus”, a sam Cremer został poważnie ranny. Po powrocie do okupowanej Francji spędził trzy miesiące w szpitalu, zaś na czas rekonwalescencji został przydzielony do sztabu dowództwa U-Bootwaffe. Na morze powrócił w maju 1943 roku, znów na U-333.
Podczas kolejnych patroli nie udało mu się już odnieść żadnych sukcesów, coraz większa presja wywierana na U-Booty przez alianckie siły eskortowe znacząco utrudniała im działanie. Ostatecznie zdał dowództwo swojego starego okrętu w połowie 1944 roku, aby przejąć nowy U-2519, okręt typu XXI. 11 lipca 1944 roku został awansowany do stopnia komandora podporucznika (Korvettenkapitän). Nie zdołał już wziąć czynnego udziału w wojnie na morzu, w lutym 1945 roku został dowódcą zorganizowanego ad hoc Marine Panzervernichtungsbataillon (batalionu niszczycieli czołgów), którego żołnierze, walcząc z nacierającymi wojskami brytyjskimi i kanadyjskimi zgłosili w ciągu kilku dni zniszczenie 24 czołgów przeciwnika. Podczas ostatnich dni przed kapitulacją Cremer dowodził strażą przyboczną Karla Dönitza (Wachbataillon Dönitz).
Po krótkim pobycie w niewoli, Cremer osiadł w RFN, zajmując się biznesem. Odnosił spore sukcesy na tym polu. W 1982 roku opublikował swoje wspomnienia z okresu dowodzenia U-bootem – U-333.